# 小行星4080
小行星4080（4080 Galinskij）是一颗绕太阳运转的小行星，为主小行星带小行星。该小行星于1983年8月4日发现。

## 轨道参数
小行星4080的轨道半长轴为2.1936277 UA，离心率为0.21。